# José Barcala
José Antonio Barcala García (* 28. September 1981 in Galicien) ist ein spanischer Fußballtrainer, der seit Juli 2025 Cheftrainer der Frauenmannschaft des FC Bayern München ist.

## Karriere
José Barcala war zunächst als Co-Trainer im Nachwuchsbereich tätig. Von 2003 bis 2007 war er Co-Trainer im Jugendbereich von Montañeros CF, anschließend war er Co-Trainer bei verschiedenen Jugendmannschaften von Deportivo La Coruña. 2013/14 war er dann Trainer im Jugendbereich der University of Queensland. Anschließend war er wieder für Deportivo La Coruña tätig, ehe er ab 2017 für Brisbane Roar arbeitete. Ab 2019 war Barcala Co-Trainer der Frauenmannschaft von Girondins Bordeaux, bevor er von 2021 bis 2022 Co-Trainer beim FC Aarau war. Von 2021 bis 2024 war er darüber hinaus Co-Trainer der Schottischen Fußballnationalmannschaft der Frauen. Ab 2023 war er schließlich Cheftrainer des Servette FC Chênois Féminin. Im Mai 2025 wurde bekannt, dass Barcala ab Juli als Nachfolger von Alexander Straus Trainer der Frauenmannschaft des FC Bayern München wird.